# Difemetorex
Difemetorex (INN; được bán dưới dạng Cleofil), còn được gọi là diphemethoxidine, là một loại thuốc kích thích thuộc nhóm piperidine được sử dụng như một chất ức chế sự thèm ăn, nhưng tạo ra tác dụng phụ không thể chịu đựng được như mất ngủ làm hạn chế sử dụng lâm sàng. Nó được giới thiệu tại Pháp bởi Ciba-Geigy vào năm 1966 nhưng hiện không còn được bán trên thị trường.